# The Wrong Mr. Wright

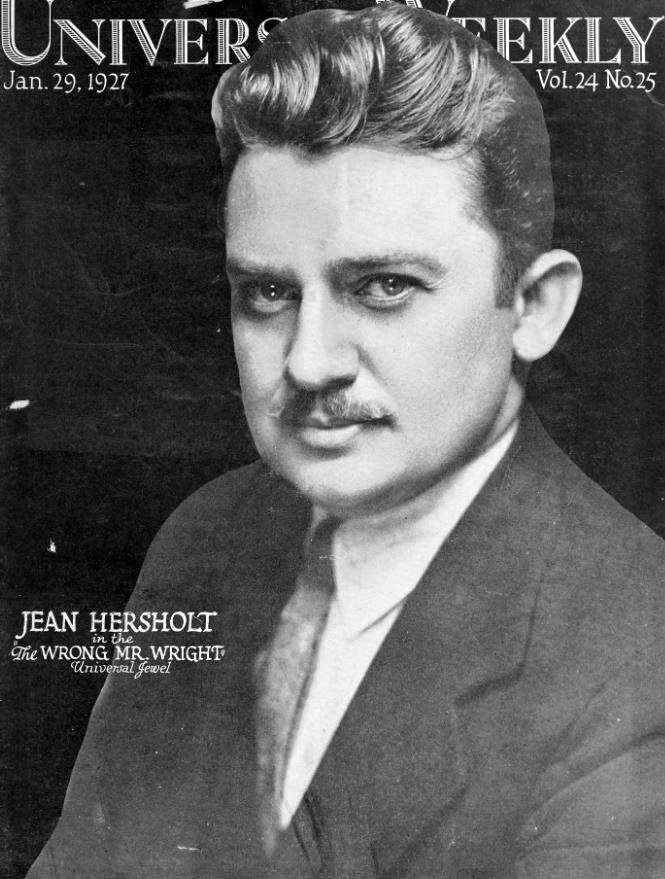
Jean Hersholt à la une dUniversal Weekly.

The Wrong Mr. Wright est un film américain réalisé par Scott Sidney, sorti en 1927.

## Synopsis
Seymour White est vice-président de l'entreprise White Corset, une entreprise en perte de vitesse à cause des méthodes désuètes de son père, J. Silas White, qui refuse d'écouter les conseils d'employés bien intentionnés. Ceux-ci le pressent de fabriquer des corsets et de la lingerie qui plairont aux femmes modernes. Seymour, un homme d'âge moyen, ne s'est jamais marié à cause d'une amie d'enfance qui l'a quitté quinze ans plus tôt. Seymour reçoit une lettre de son amoureuse perdue depuis longtemps, et part pour Atlantic City la retrouver. Le jour même, Fred Bond, directeur des ventes de l'entreprise, John Wright, caissier, et Teddy, la fille de Wright, complotent pour s'emparer des 10 000 dollars alloués par White à des fins publicitaires et pour fabriquer de la lingerie du XXe siècle qu'ils présentent au magazine de mode d'Atlantic City. Après avoir découvert la disparition de sa caissière et des 10 000 dollars, Silas engage un détective privé et son assistant. Ces derniers aperçoivent Seymour en train de regarder une publicité pour un corset. Ils concluent qu'il pourrait s'agir de M. Wright et le suivent à Atlantic City. Seymour aperçoit son ancienne petite amie avant qu'elle ne le voie, et son amour pour elle se refroidit aussitôt, car elle a pris beaucoup de poids et a trois enfants qui tirent sur sa robe. Lorsqu'elle reconnaît vaguement Seymour, il nie être Seymour White et, choisissant le premier prénom qui lui vient à l'esprit, prend le nom de Wright. Lorsqu'il s'enregistre sous le nom de Wright, les détectives sont sûrs d'avoir trouvé leur homme, mais la jeune fille demande plus de temps pour obtenir des aveux de Seymour.

## Fiche technique
- Réalisation : Scott Sidney
- Scénario : Harold Shumate, James Madison d'après la pièce The Wrong Mr. Wright de George Broadhurst (en)
- Photographie : George Robinson
- Production : Universal Pictures
- Distributeur : Universal Pictures
- Genre : Comédie[1]
- Durée : 70 minutes
- Date de sortie : 27 février 1927

## Distribution
- Jean Hersholt : Seymour White
- Enid Bennett : Henrietta
- Dorothy Devore : Teddy
- Edgar Kennedy : Trayguard
- Walter Hiers : Bond
- Robert Anderson : Wright
- Jay Belasco
- Mathilde Comont
- Edna Marion (non créditée)